# Leuchars Station
Leuchars Station är en brittisk armebas och flygplats i Skottland. Den ligger i utkanten av Leuchars, vid den norra stranden av Edens estuarium i Fife. Leuchars Station ligger 11 meter över havet.
Basen började byggas under första världskriget men han inte bli färdig innan kriget tog slut. 16 mars 1920 blev den formellt en del av Royal Air Force under namnet Royal Air Force Leuchars. 2014 avvecklades RAF Leuchars och 31 mars 2015 lämnades den formellt över till armén och bytte samtidigt namn till Leuchars Station. Idag är basen hem för The Royal Scots Dragoon Guards.
Terrängen runt Leuchars är platt. Runt Leuchars är det ganska tätbefolkat, med 172 invånare per kvadratkilometer. Närmaste större samhälle är Dundee, 12,5 km nordväst om Leuchars. Trakten runt Leuchars består till största delen av jordbruksmark.
Klimatet i området är tempererat. Årsmedeltemperaturen i trakten är 7 °C. Den varmaste månaden är juli, då medeltemperaturen är 14 °C, och den kallaste är januari, med 0 °C.